# Jean Ces
Jean Ces (n. 5 septembrie 1906, Béziers, communauté d'agglomération Béziers Méditerranée⁠(d), Franța – d. 25 decembrie 1969, Béziers, communauté d'agglomération Béziers Méditerranée⁠(d), Franța) a fost un boxer ce a reprezentat Franța, medaliat olimpic. A participat la o ediție a Jocurilor Olimpice (1924) în care a câștigat o medalie de bronz.

## Participări
Lista de mai jos prezintă principalele competiții la care a participat Jean Ces de-a lungul carierei.
- boxe aux Jeux olympiques d'été de 1924 – poids coqs hommes[*]